# Маринфелс
Маринфелс (њем. Marienfels) општина је у њемачкој савезној држави Рајна-Палатинат. Једно је од 137 општинских средишта округа Рајн-Лан. Према процјени из 2010. године у општини је живјело 340 становника. Посједује регионалну шифру (AGS) 7141084.

## Географски и демографски подаци
Маринфелс се налази у савезној држави Рајна-Палатинат у округу Рајн-Лан. Општина се налази на надморској висини од 210 метара. Површина општине износи 3,8 km². У самом мјесту је, према процјени из 2010. године, живјело 340 становника. Просјечна густина становништва износи 89 становника/km².